# 中国—非盟关系
中国－非盟关系，是指中华人民共和国和非洲联盟组织的外交关系。中国是首批向非盟派遣兼驻代表的非洲域外国家之一。中国在非盟总部派有常驻使团，非盟在中国亦设有代表处。

## 历史
2002年，中华人民共和国和非洲联盟建立外交关系。
2005年3月，中华人民共和国向非盟派遣兼驻代表。
2005年8月，时任非洲联盟委员会主席阿尔法·奥马尔·科纳雷访华。
2008年11月，第一次中国－非盟战略对话正式启动。
2010年09月，时任非洲联盟委员会副主席姆温查访华并与时任中华人民共和国外交部长杨洁篪会见。
2011年1月，中国与非盟进行首次外交政策磋商。
2014年5月，中国国务院总理李克强访问非盟总部。
2015年5月，中华人民共和国驻非洲联盟使团开馆。
2018年9月，非盟驻华代表处开馆。
2020年12月，中国政府和非盟签署《中华人民共和国政府与非洲联盟关于共同推进“一带一路”建设的合作规划》文件。
2021年12月，首次中国和非盟共建“一带一路”合作工作协调机制举行会议举行。

## 协议声明
2014年，中华人民共和国和非洲联盟在亚的斯亚贝巴联合发表《关于全面深化中国非盟友好合作的联合声明》。
2020年，中华人民共和国和非洲联盟签署《中华人民共和国政府与非洲联盟关于共同推进“一带一路”建设的合作规划》协议。
2020年，中华人民共和国商务部和非洲联盟签署援建非洲疾控中心总部项目实施协议。
2021年，中华人民共和国国家能源局与非洲联盟签署《中华人民共和国国家能源局和非洲联盟关于中国-非盟能源伙伴关系的谅解备忘录》。